# Umar ar-Razzaz
Umar ar-Razzaz, arab. ‏عمر الرزاز‎ (ur. 1 stycznia 1961) – polityk jordański. 
Ukończył planowanie i ekonomię na Uniwersytecie Harvard. Dyrektor Banku Światowego w Libanie od 2002 do 2006. W latach 2006–2010 był dyrektorem Jordańskiego Biura Bezpieczeństwa Socjalnego. Był także dyrektorem Jordańskiego Forum Strategicznego i Banku Ahli.
W latach 2017–2018 minister edukacji. 5 czerwca 2018 objął tekę premiera, po ustąpieniu Haniego al-Mulkiego w wyniku masowych protestów społecznych. Pełnił funkcję do 12 października 2020.